# Westerly (Rhode Island)
Westerly – miasto w Stanach Zjednoczonych, w stanie Rhode Island, w hrabstwie Washington.